# Sughd
Sughd (tadschikisch Вилояти Суғд, Wilojati Sughd; russisch Согдийская область, Sogdijskaja Oblast) ist eine der vier Provinzen (Wilojat) Tadschikistans. Sughd ist der neueste Name der Provinz. In frühen Sowjetzeiten trug sie den Namen Leninabad (bis 1991), dann Leninobod (bis 2000), dann Sogd (bis 2004). Der Name bezieht sich auf die historische Bezeichnung der Region Sogdien, in der sich die Provinz erstreckt.
Mit dem Aeroflot-Flug 630 am 24. Februar 1973 einer Iljuschin Il-18 erlebte die Provinz einen der schwersten Unfälle Tadschikistans. Der hier verlaufende Shahriston-Tunnel wurde 2012 vollendet.

## Geographie
Sughd liegt im Nordwesten des Landes und umfasst rund 26.100 km². Die Bevölkerung liegt bei 2.027.800 Einwohnern (2004), gestiegen von 1.870.000 Einwohnern (2000) und 1.558.000 (1989).
Sughd hat gemeinsame Grenzen mit den usbekischen Provinzen Jizzax, Namangan, Samarkand, Sirdaryo, Surxondaryo, Qashqadaryo, Toshkent und Fergana und der kirgisischen Provinz Batken. Im Süden grenzt Sughd an das Gebiet Nohijahoi tobei dschumhurij. Sughd wird vom Syrdarja durchflossen.

## Verwaltung
Administrativ gliedert sich Sughd in 14 Bezirke.
Provinzhauptstadt ist Chudschand, das frühere Leninabad.
Andere größere Städte sind:
- Tschkalowsk, tadschikisch: Чкаловск, in arabischer Schrift: چکلاف
- Bobodschon Ghafurow, tadsch.: Бобоҷон Ғафуров / باباجان غفراو
- Isfara, tadsch.: Исфара / اسفره
- Istarawschan, tadsch.: Истаравшан / استروشن
- Konibodom, tadsch.: Конибодом / کانی بادام
- Pandschakent, tadsch.: Панҷакент / پنجکینت